# Eois russearia
Eois russearia är en fjärilsart som beskrevs av Jacob Hübner 1808-1818. Eois russearia ingår i släktet Eois och familjen mätare. Inga underarter finns listade i Catalogue of Life.